# Jens J. Meyer
Jens J. Meyer (* 1958 in Hamburg) ist ein deutscher Maler, Objekt- und Installationskünstler.

## Leben und Werk

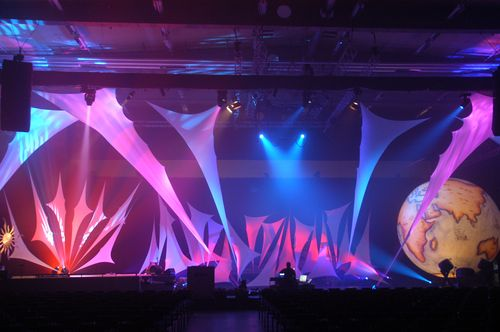
Bühnenbild, 2008

Meyer studierte von 1980 bis 1988 Wirtschaftsingenieurwesen an der TU Darmstadt nebst einem Gastsemester Industriedesign 1985 an der Fachhochschule Darmstadt. Von 1986 bis 1988 studierte er Malerei und Bildhauerei an den Akademischen Werkstätten in Maximiliansau bei Karl Peter Müller. 1991 erhielt er ein Stipendium der Stadt Essen als Artist in Residence. Seit 1991 lebt er als freischaffender Künstler in Essen und Hamburg.
Meyer gestaltet minimalistische geometrisch-abstrakte Plastiken und Installationen aus einem konstruktiven Gerüst und mit Seilen verspannten, meist dreieckigen Stoffbahnen. Seine Werke umfassen Kleinplastiken bis hin zu monumentalen und teilweise begehbaren Installationen. Neben raumgreifenden Konstruktionen im Freien konzipiert er auch Werke für Innenräume, wie Hallen und Kirchen sowie Bühnenbilder für das Theater Feuervogel.

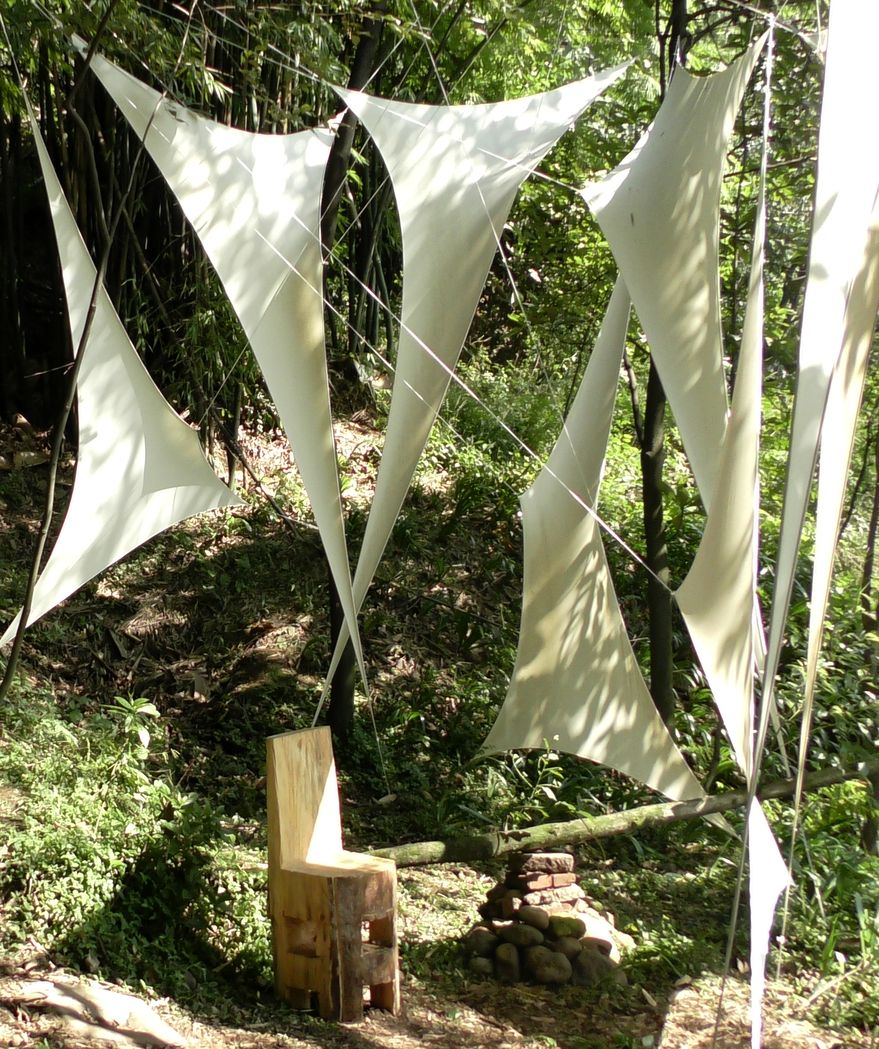
„Temple of Inspiration“, Forest Art Chengdu Dujiangyan China 2015
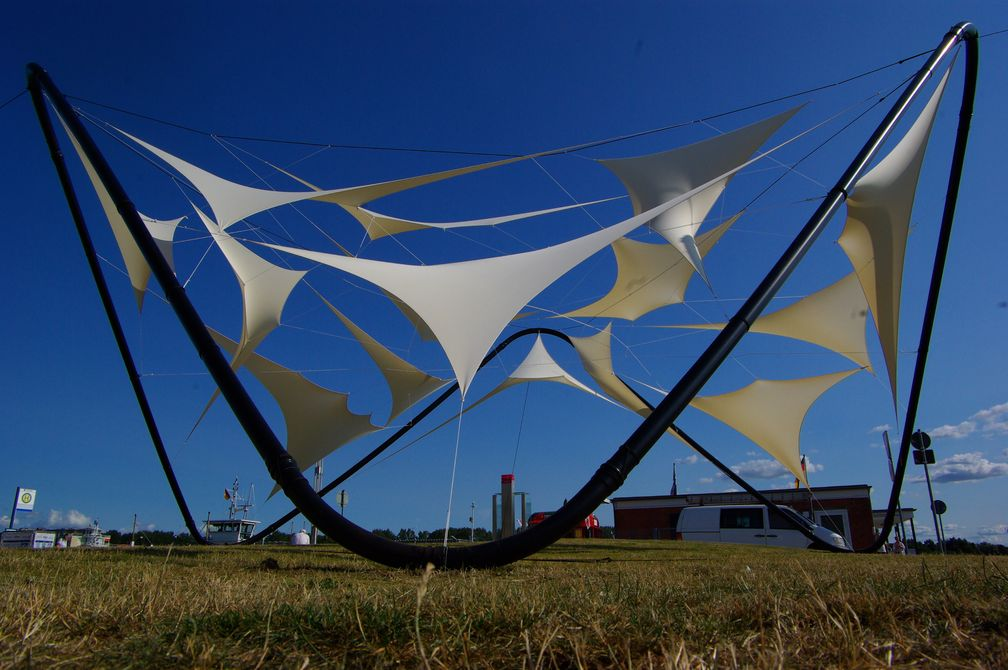
„Himmelsauge“, Windart Travemünde 2013
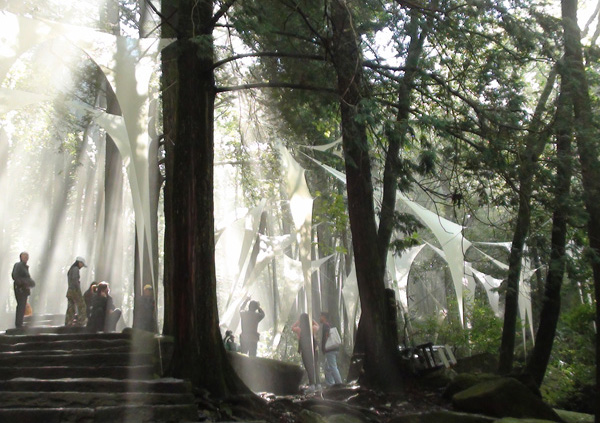
„Temple Of Light“, Forest Art China Mt Lushan China 2010
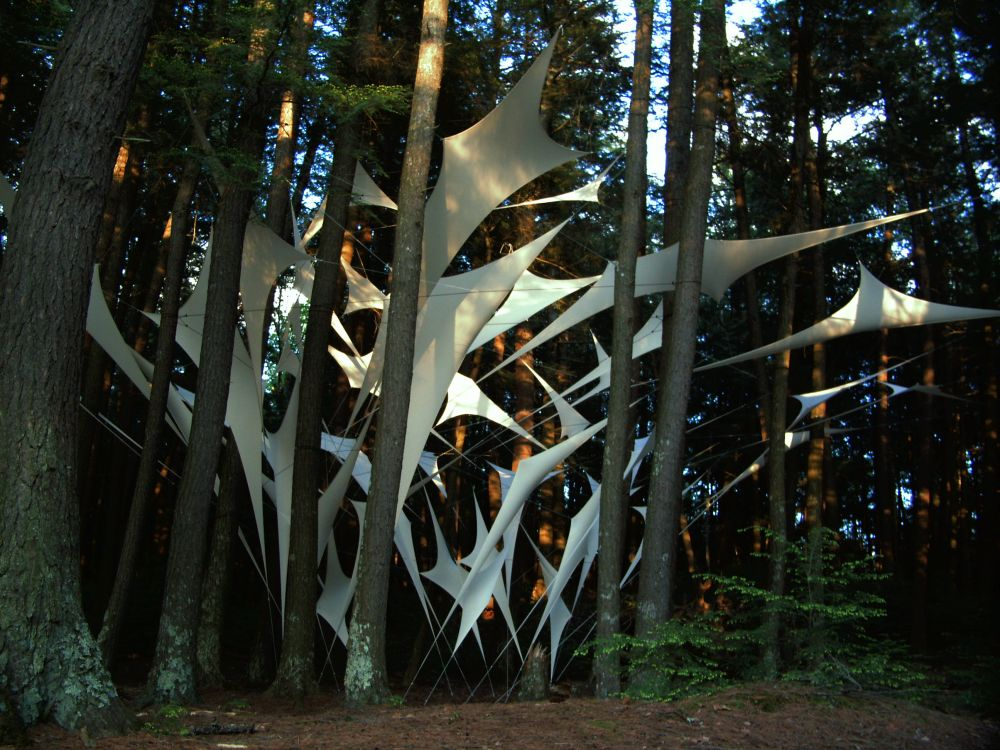
„Tornado“, Forest Art Wisconsin Minoqua USA 2007

## Kunst im öffentlichen Raum (Auswahl)

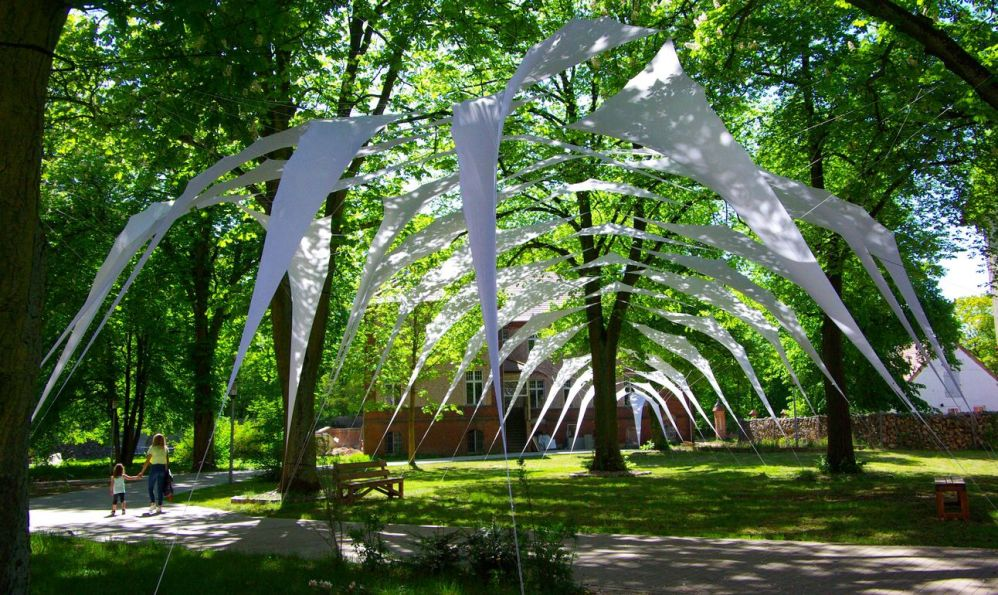
„Dome of Light“, Kunsthaus Dosse Park Wittstock 2018

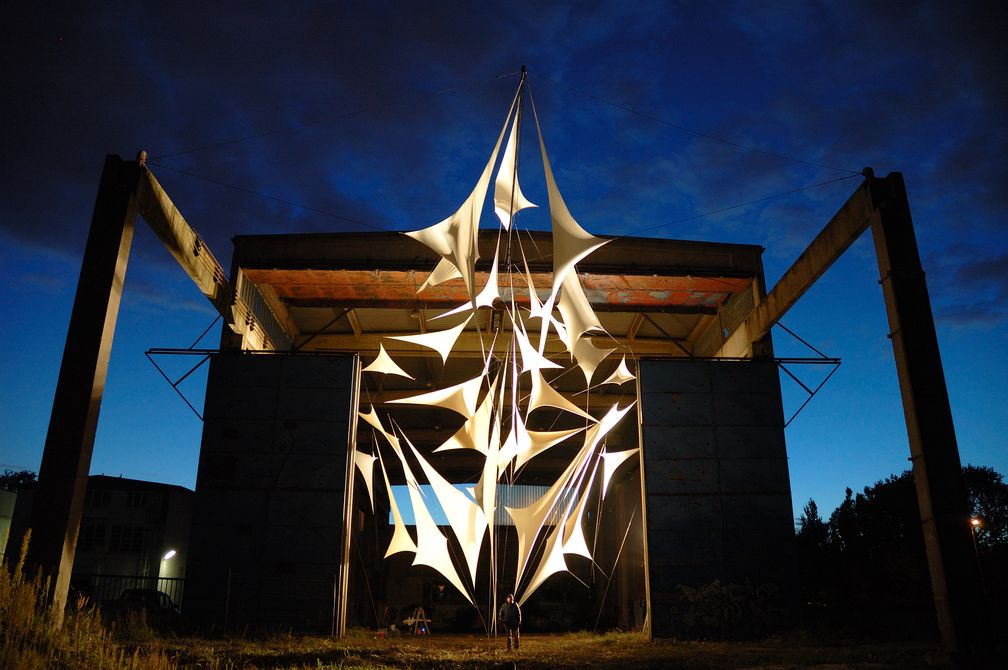
„Bug“, Hafen Hamburg, 2007

- 2018 „The Dome of Light“, Kunsthaus Dosse Park, Wittstock[3]
- 2017 „Die sieben Pforten“, Josephskirche am Dellplatz, Duisburg[4]
- 2017 GRowEEN – Wachsen durch Bildung. Ein Kooperationsprojekt der VHS Essen mit Jens J. Meyer und akzente raumbegrünung im Rahmen der „Grünen Hauptstadt Europas - Essen 2017“[5]
- 2016 „enfilade - vers la lumière“, Kunst-Kirche Bochum[6]
- 2015 „Dhauen“, WindArt Travemünde[7]
- 2014 „Nespola“, Villa Marx, Viersen[8]
- 2014 „Orbit“, WindArt Travemünde[9]
- 2010 „Der Brückenschlag“, WindArt Travemünde[10]
- 2009 „Bake“, WindArt Travemünde[11]
- 2009 „Zisterne des Lichts“, Darmstadtium, Darmstadt[12]
- 2008 „Bake“, Flusslicht, Hamburg[13]
- 2008 „Beacon“, Remote Bay Project, Global Connect, Insel Mljet, Kroatien
- 2007 „Tornado“, Forest Art Wisconsin, Minocqua, Wisconsin, USA[14]
- 2007 CAFKA.07 Haptic, biennial exhibition contemporary art, Kitchener, Kanada[15]
- 2007 „Bug“, Flusslicht, Hamburg[16]
- 2006 „Schwebende Archive“, Hamburg-HafenCity (Kathrin Bethge, Rolf Kellner)[17]
- 2004 „Kathedrale des Lichts“, 2. Internationaler Waldkunstpfad Darmstadt[18]
- 2002 „Windzeiger“, Landmarke Halde Sachsen, Hamm[19]
- 2002 Neuer Kunstverein Aschaffenburg
- 2000 „Lichtkeil“, ortsbezogene Installation aus Tuch und Tauwerk für die ständige Sammlung im Kunstmuseum Gelsenkirchen[1]
- 1996 Landesgartenschau in Nordrhein-Westfalen, Lünen
- 1996 Landesvertretung NRW, Bonn
- 1994 Internationale Bauausstellung Emscher Park (IBA)
- 1994 Kunstverein Gelsenkirchen

## Ausstellungen (Auswahl)

### Einzelausstellungen
- 2016 Spazio Arte&Arte, Como, Italien[20]

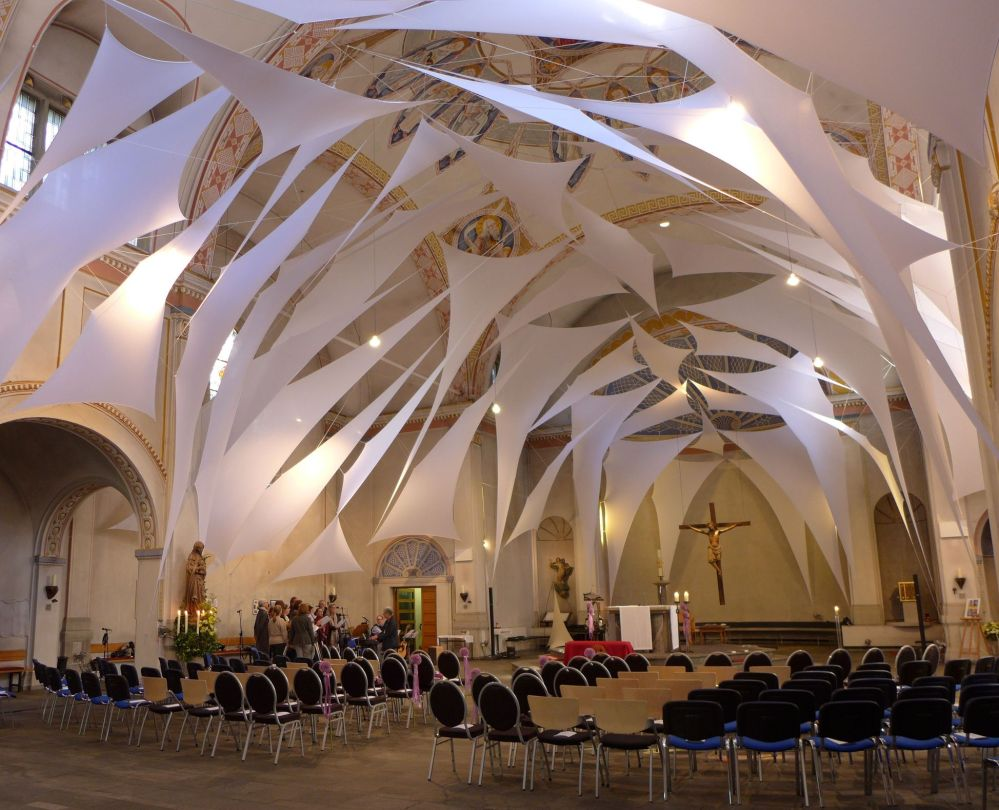
St Maria Magdalena, Bochum, 2015

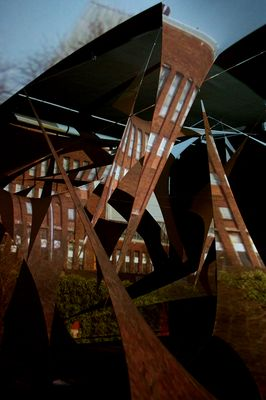
„Transartlantico“, 2011

- 2015 St. Maria Magdalena, Bochum Wattenscheid-Höntrop[21]
- 2014 Katholische Akademie Schwerte[22]
- 2013 Stiftung für konkrete Kunst Roland Phleps, Freiburg[23]
- 2012 Museo de Arte Español Enrique Larreta, Buenos Aires, Argentinien[24]
- 2009 „Leichtigkeit – Balance – Bewegung“, Galerie Dorothea van der Koelen, Mainz[25]
- 2006 Centro Cultural Recoleta, Buenos Aires, Argentinien
- 1999 G.A.M.E.S. of Art Mönchengladbach
- 1998 Kunsthausgalerie Langenberg
- 1990/97 u. a. Galerie Bredeney, Essen, Galerie Kaleidoskop, Mannheim

### Ausstellungsbeteiligungen
- 2016 Miniartextil Como, Como, Italien[26]
- 2015 Gerresheimer Kulturkreis e.V.[27]
- 2015 Forest Art Chengdu, China[28]
- 2010 Musej Suvremene Umjetnosti, MSU Zagreb, Kroatien
- 2010 Art Karlsruhe, one artist show, Galerie Dorothea van der Koelen
- 2010 International Forest Art China on Mount Lushan, China[29]
- 2009 Museo Palazzo di Mocenigo, Palazzo Mocenigo a San Stae, Miniartextil Venezia, Venedig, Italien[30]
- 2009 Chiesa di San Francesco, 2009miniartextilcosmo, Como, Italien
- 2007 „Schwebend“, Galerie Dorothea van der Koelen, Mainz und Art Karlsruhe
- 2007 Urban Discovery, Pécs, Ungarn
- 2006 Museo de Arte Español Enrique Larreta, Buenos Aires, Argentinien
- 2005 Farbtöne, Fort Malakoff Park, Mainz
- 2003 8. Biennale Havanna, Kuba
- 2000 Internationale Messen in Berlin, Moskau, Stavanger (Ruhrgas AG)
- 1999 Ludwiggalerie Schloss Oberhausen (IBA)
- 1998 Taman Purna Budaya, Yogyakarta, Java, Indonesien
- 1997 Weltgaskongress Kopenhagen (Ruhrgas AG)
- 1996 „Tuchfühlung“, Flottmann-Hallen, Herne

## Auszeichnungen

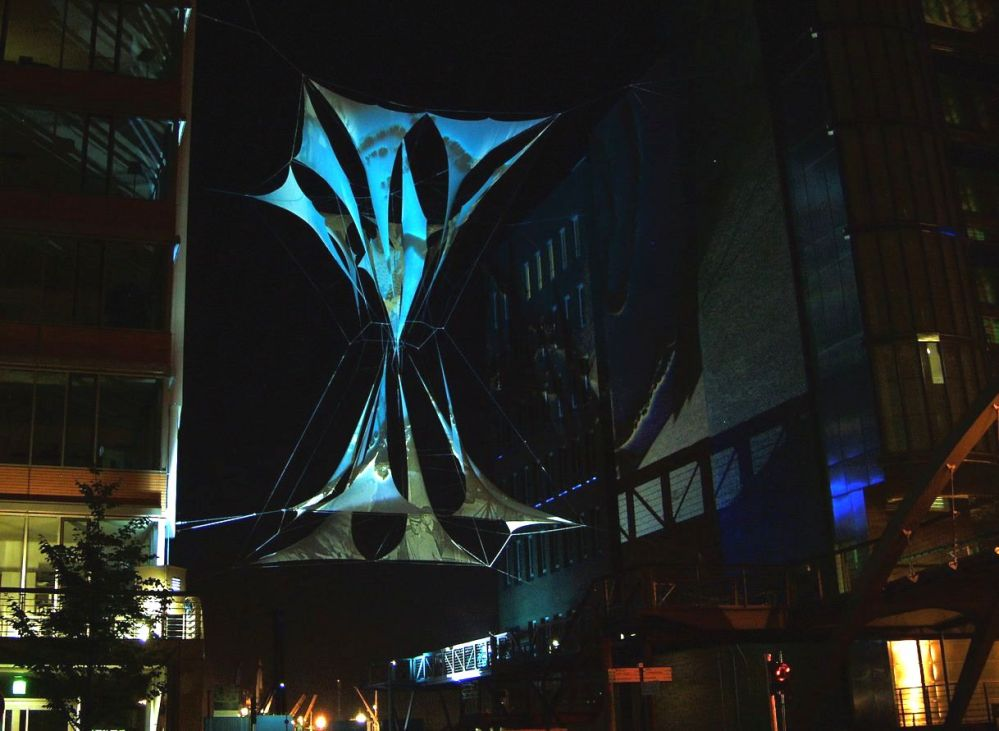
„Schwebende Archive“, Hamburger HafenCity, 2006

- 2007: Award of Excellence, cat. architect. structures, für Schwebende Archive in der Hamburger HafenCity, IFAI EXPO, Las Vegas, USA[12]
- 2004: Materialica Design Award für Jelara, München
- 2001: 1. Preis für Landmarkenkunst auf der Halde Sachsen in Hamm für die kinetische Skulptur Windzeiger-Haldenblick
- 1994: Förderpreis Bildende Kunst der Stadt Gelsenkirchen
- 1988: Kunstpreis Mühltal